# Megachile candidigena
Megachile candidigena är en biart som beskrevs av Cockerell 1932. Megachile candidigena ingår i släktet tapetserarbin, och familjen buksamlarbin. Inga underarter finns listade i Catalogue of Life.